# Abigail May Alcott

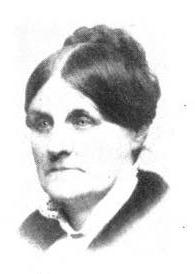
Abigail May Alcott

Abigail „Abba“ May Alcott (* 8. Oktober 1800 in Boston als Abigail „Abba“ May; † 25. November 1877 in Concord) war eine US-amerikanische Sozialarbeiterin. Sie war mit dem transzendentalistischen Schriftsteller Amos Bronson Alcott (1799–1888) verheiratet und war die Mutter der Schriftstellerin Louisa May Alcott (1832–1888).

## Leben
Abigail May wurde im Jahr 1800 in Boston als Tochter eines Kaufmannes geboren. Unter ihren zwölf Geschwistern war unter anderem der spätere Abolitionist und Theologe Samuel Joseph May (1797–1871). Abigail May wuchs in einer liberalen Familie auf und genoss eine private Bildung, da zu der damaligen Zeit für Mädchen eine formale Schulbildung noch unüblich war. Während sich ihr Vater mit finanziellen Probleme herumplagte, erkrankte ihre Mutter schwer und starb schließlich, während Abigail May die Haushaltsführung der Familie übernahm. Nachdem ihr Vater eine zweite Ehe einging, verbrachte sie zunehmend mehr Zeit bei ihrem Bruder, wo sie den mit ihm befreundeten Lehrer Amos Bronson Alcott (1799–1888) kennenlernte, den sie 1830 heiratete. Das Ehepaar lebte erst in Germantown bei Philadelphia und ab 1834 in Boston. An beiden Orten versuchte ihr Ehemann erfolglos, eine Schule aufzubauen, die insbesondere in Boston pädagogisch und gesellschaftlich ausgesprochen progressiv aufgebaut war. Aus der Ehe gingen derweil vier Töchter hervor, darunter die spätere Schriftstellerin Louisa May Alcott (1832–1888). Auf Einladung von Ralph Waldo Emerson zogen die Alcotts 1840 nach Concord, einer Kleinstadt außerhalb von Boston, dessen Szene aus progressiven Autoren und Denkern um Emerson, Henry David Thoreau, Nathaniel Hawthorne und nun auch Alcott als Transzendentalisten Weltruhm erlangten. 1844/1845 führte das Ehepaar mit Charles Lane die gänzlich scheiternde utopische Kommune Fruitlands bei Harvard an, ehe die Familie verarmt nach Concord zurückkehrte. In mindestens einem Fall unterstützte die Familie in dieser Zeit als Teil der Underground Railroad einen aus der Sklaverei entflohenen Afroamerikaner.
Während sich ihr Ehemann in brotlose intellektuelle Aufgaben vertiefte, verblieb es Abigail Alcott, das Überleben der Familie sicherzustellen. Finanzielle Abhilfe kam erst, als sie 1849/1850 als sogenannte City Missionary im Bostoner South End beschäftigt wurde, ein von Armut geprägter Stadtteil mit einer hohen Zahl irischstämmiger Einwanderer. Alcott leistete dort eine frühe Form der sozialen Arbeit; sie verteilte materielle Hilfeleistungen, vermittelte – wenn möglich – Arbeitsplätze und versuchte, auch seelischen Beistand zu leisten. Mit dieser Arbeit war sie zu diesem Zeitpunkt prinzipiell die Hauptverdienerin der Familie. Kurz nach Ende ihrer Beschäftigung 1850 zogen die Alcotts nach Walpole in New Hampshire und dann 1858 wieder nach Concord. In diesen Jahren lebte die Familie immer noch in bescheidenen Verhältnissen, doch diverse Reden ihres Ehemannes und später auch dessen philosophische Schriften sowie die schriftstellerische Arbeit ihrer Tochter sicherten ihnen den Lebensunterhalt. Abigail Alcott selbst scheint in diesen Jahren wieder die Haushaltsführung der Familie übernommen zu haben. Bis an ihr Lebensende unterstützte sie die Einführung des Frauenwahlrechts; in diesem Sinne hatte sie 1853 eine Petition für eine Änderung der Verfassung von Massachusetts verfasst. Alcott starb im November 1877 im Alter von 77 Jahren in Concord und liegt dort begraben. Ihre Tochter Louisa May Alcott setzte ihr in der Figur der Marmee in ihrem Hauptwerk Little Women ein literarisches Denkmal.
Abigail May Alcott blieb in der öffentlichen Wahrnehmung lange hinter ihrem Ehemann und ihrer Tochter Louisa versteckt. Dies wurde dadurch verstärkt, dass Louisa nach ihrem Tod den Großteil ihres Nachlasses vernichtet haben soll. Sandford Salyer legte 1949 mit Marmee: The Mother of Little Women eine erste, sehr romanhafte Biografie von Alcott vor, die nicht wissenschaftlichen Standards entsprach. Aus geschichtswissenschaftlicher Sicht erschien erst 1957 ein erstes Werk zu Alcott, als die Frauenhistorikerin Elizabeth Bancroft Schlesinger einen Artikel über Alcott im Fachmagazin American Heritage publizierte. Schlesinger argumentierte dort, dass Alcott erst dem Schaffen ihres Ehemannes und ihrer Tochter den Weg bereitet habe, indem sie für die Familie sorgte und diese zusammenhielt. Eine erste Fachmonografie über Alcotts Leben und Schaffen wurde 1996 von Cynthia H. Barton veröffentlicht. Unter Bezugnahme auf neu gefundene Primärquellen publizierte 2012 die Autorin Eve LaPlante eine weitere Biografie, die sich auf die Beziehung von Alcott zu ihrer Tochter Louisa konzentriert. Zuvor war angenommen worden, dass die gefundenen Briefe und Tagebücher von Louisa May Alcott vernichtet worden waren. Parallel zur Biografie gab LaPlante, selbst eine Großnichte Alcotts, eine Quellenedition dieser Schriften heraus.